# Chodská Lhota
Chodská Lhota (německy Melhut) je obec v okrese Domažlice v Plzeňském kraji. Žije zde 396 obyvatel. Okolí je velmi členité.

## Název
Původní název obce Lhota byl roku 1853 změněn na Lhota u Nové Kdyně, roku 1923 změněn na Lhota u Kdyně. V roce 1939 byl do konce války změněn název obce na německé Melhut. Po válce se vrátil název Lhota u Kdyně a nakonec od 5. července 1947 dosud nese obec název Chodská Lhota.

## Historie
První písemná zmínka o obci je v majestátu krále Jana Lucemburského ze 17. dubna roku 1325, je ale pravděpodobné, že obec vznikla při kolonizační vlně již v 10. století. Dosud to však není doloženo. Chodská Lhota je jedna z 11 původních privilegovaných chodských vsí, hrála důležitou roli při konci chodského povstání, které bylo potlačeno v roce 1693. Obyvatelstvo bylo převážně české, jak o tom svědčí záznamy ze 16. až 18. století. V roce 1659 obec čítala 45 usedlostí.
Škola byla v obci otevřena v roce 1827 a rozšířena v letech 1897 a 1899. V budově bývalé školy se dnes nachází obecní úřad a mateřská škola. V roce 1890 bylo ve Lhotě 144 domů, v nichž žilo 810 Čechů a 6 Němců. Roku 1899 zde byl založen hasičský sbor, v letech 1901–1903 postaven kostel svatého Václava a roku 1909 hostinec „U Choda“. V roce 1911 byla postavena a vysvěcena „Stáškova kaplička“ na náklady Josefa Koutníka z Chodské Lhoty. O tři roky později byla postavena škola na Šteflích, jejíž provoz byl ukončen až protektorátním nařízením v roce 1942. Sokol zde byl založen v roce 1923, 18. května 1928 se osamostatnil od Šumavské župy. Téhož roku byla obec elektrifikována a začala stavba sokolovny, která byla ukončena roku 1933.
5. května 1945 v 16:30 byla obec osvobozena americkou motorizovanou jednotkou, jež přijela směrem od Chalup přes Štefle. Zastávka ČSD zde byla zřízena roku 1951, o čtyři roky později začala obec vést svou kroniku. V roce 1960 byla elektřina přivedena i na Výrov a roku 1966 byla do obce zavedena autobusová doprava. V letech 1970–1990 byla Chodská Lhota součástí střediskové obce Pocinovice. Roku 1982 zde skončila základní škola, od té doby dojíždějí mladší žáci do školy v Pocinovicích, starší do Kdyně. První rekonstrukce a prodloužení sokolovny proběhla v letech 1988/1989, venkovní úpravy v roce 1990. V dubnu 1994 byl založen FK Sokol Chodská Lhota, fotbalové hřiště bylo vybudováno v letech 1997 a 1998 (až do roku 2001 se ale stavěly kabiny). V roce 2000 byl opraven kostel sv. Václava a sokolovna byla zrekonstruována v letech 2009 až 2010.

## Přírodní poměry
Chodská Lhota leží 4,5 kilometru od města Kdyně. Na západě sousedí s obcí Hluboká a osadou Vítovky, na severozápadě sousedí s obcí Dobříkov, na severu s obcí Smržovice, a s obcí Loučim sousedí na severovýchodě. K obci Chodská Lhota náleží osada Štefle, část Výrova a osada Blahníky. Při silnici směrem k Loučimi stojí na potoce Andělice Petrákův mlýn, a dále při silnici na Pocinovice stojí na tomtéž potoce Maškova pila. Geologicky se Chodská Lhota nachází na území tzv. Branzowského hvozdu. Podloží je tvořeno amfibolitovou a gabbrovou horninou. Středem vsi prochází silnice od Hluboké směrem na Loučim.
Kolem Chodské Lhoty se vypínají na severozápadě Dobrá hora s nadmořskou výškou 641 metrů. Na západě Chlumek Německá hora s nadmořskou výškou 636 metrů a Chlumek s výškou 644 metrů. Směrem na jihovýchodě je vrch Javorovice (599 metrů). Dalšími vrchy v okolí jsou Hrčoven (551 metrů), Hůrka (508 metrů), Malá Křížová (585 metrů), Zadní Javorovice (589 metrů) a Ostrý vrch (594 metrů).

## Obyvatelstvo

### Počet obyvatel
Počet obyvatel je uváděn za Chodská Lhota podle výsledků sčítání lidu včetně místních části, které k nim v konkrétní době patří. Je patrné, že stejně jako v jiných menších obcích Česka počet obyvatel v posledních letech roste. V celé lhotské aglomeraci nicméně žije necelých 1 tisíc obyvatel.
| 1869 | 1880 | 1890 | 1900 | 1910 | 1921 | 1930 | 1950 | 1961 | 1970 | 1980 | 1991 | 2001 | 2011 | 2021 |
| ---- | ---- | ---- | ---- | ---- | ---- | ---- | ---- | ---- | ---- | ---- | ---- | ---- | ---- | ---- |
| 940  | 884  | 822  | 799  | 827  | 811  | 735  | 552  | 526  | 441  | 426  | 399  | 375  | 418  | 399  |

| 1869 | 1880 | 1890 | 1900 | 1910 | 1921 | 1930 | 1950 | 1961 | 1970 | 1980 | 1991 | 2001 | 2011 | 2021 |
| ---- | ---- | ---- | ---- | ---- | ---- | ---- | ---- | ---- | ---- | ---- | ---- | ---- | ---- | ---- |
| 129  | 139  | 144  | 141  | 137  | 139  | 150  | 154  | 144  | 138  | 134  | 144  | 158  | 169  | 175  |

## Obecní symboly
Znak a vlajka byly obci uděleny rozhodnutím předsedy Poslanecké sněmovny Parlamentu České republiky dne 11. května 2006.

## Pamětihodnosti
- Kostel svatého Václava
- Pomník obětem první světové války
- „Stáškova kaplička“ – soukromá stavba zasvěcená svaté Trojici
- V okolí je mnoho křížků[zdroj⁠?!]

## Sport
Každoročně se zde pořádá cyklistický závod s názvem Chodská Bůta, který cyklisty vede přes krajinu s výhledem na Šumavu a Bavorsko a Český Les.

## Galerie

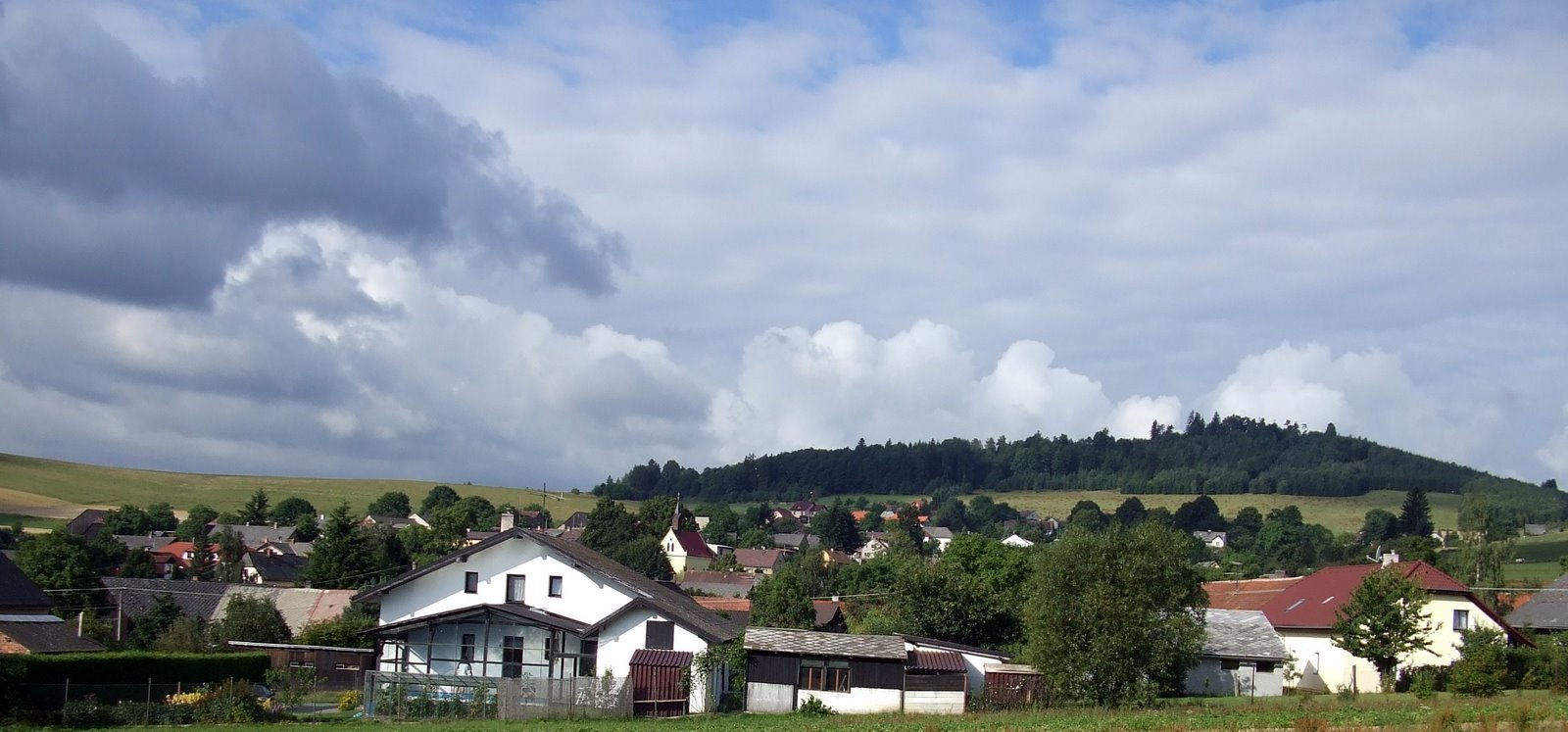
Pohled od spodního konce obce
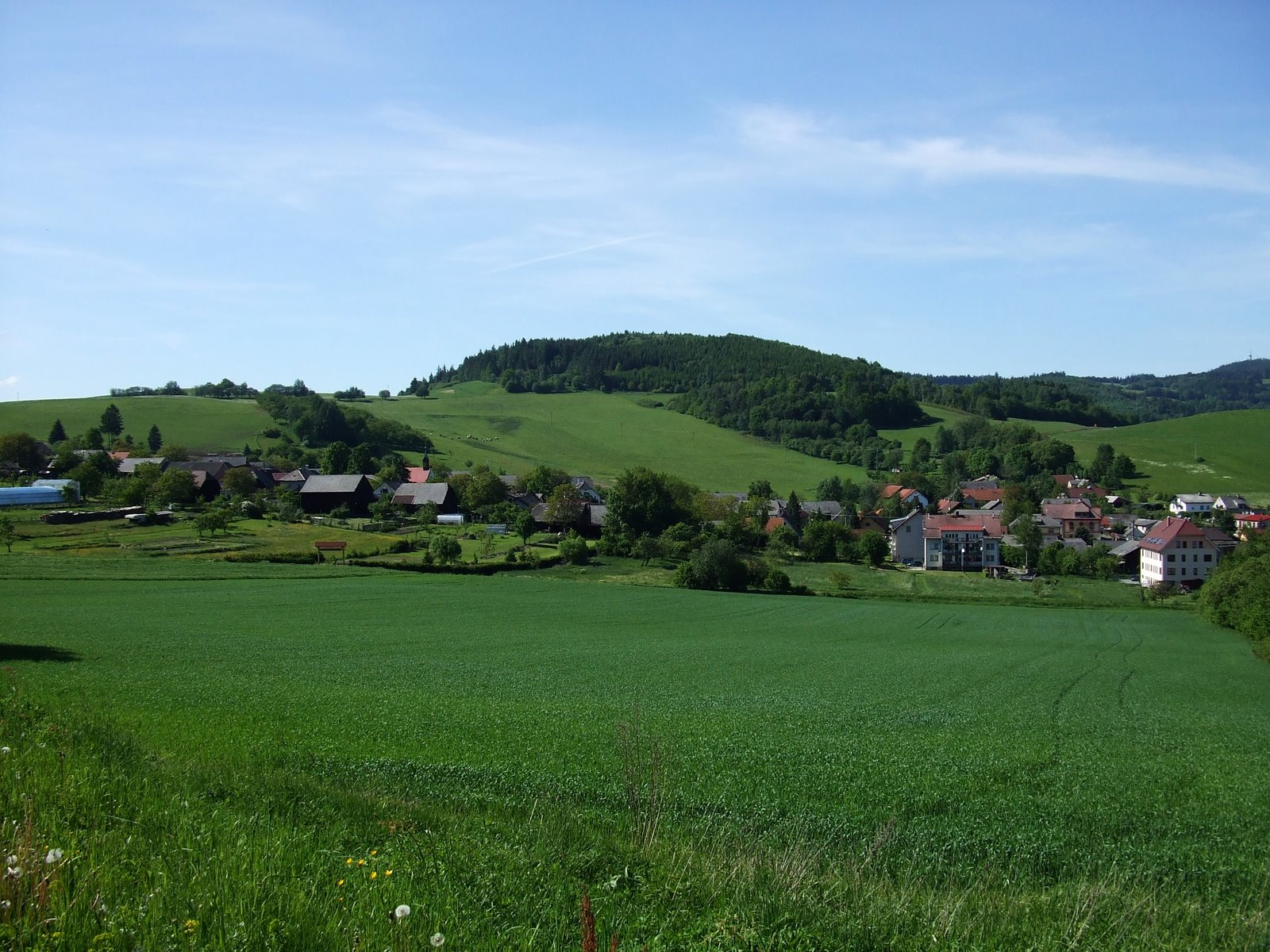
Chodská Lhota směrem od Výrova
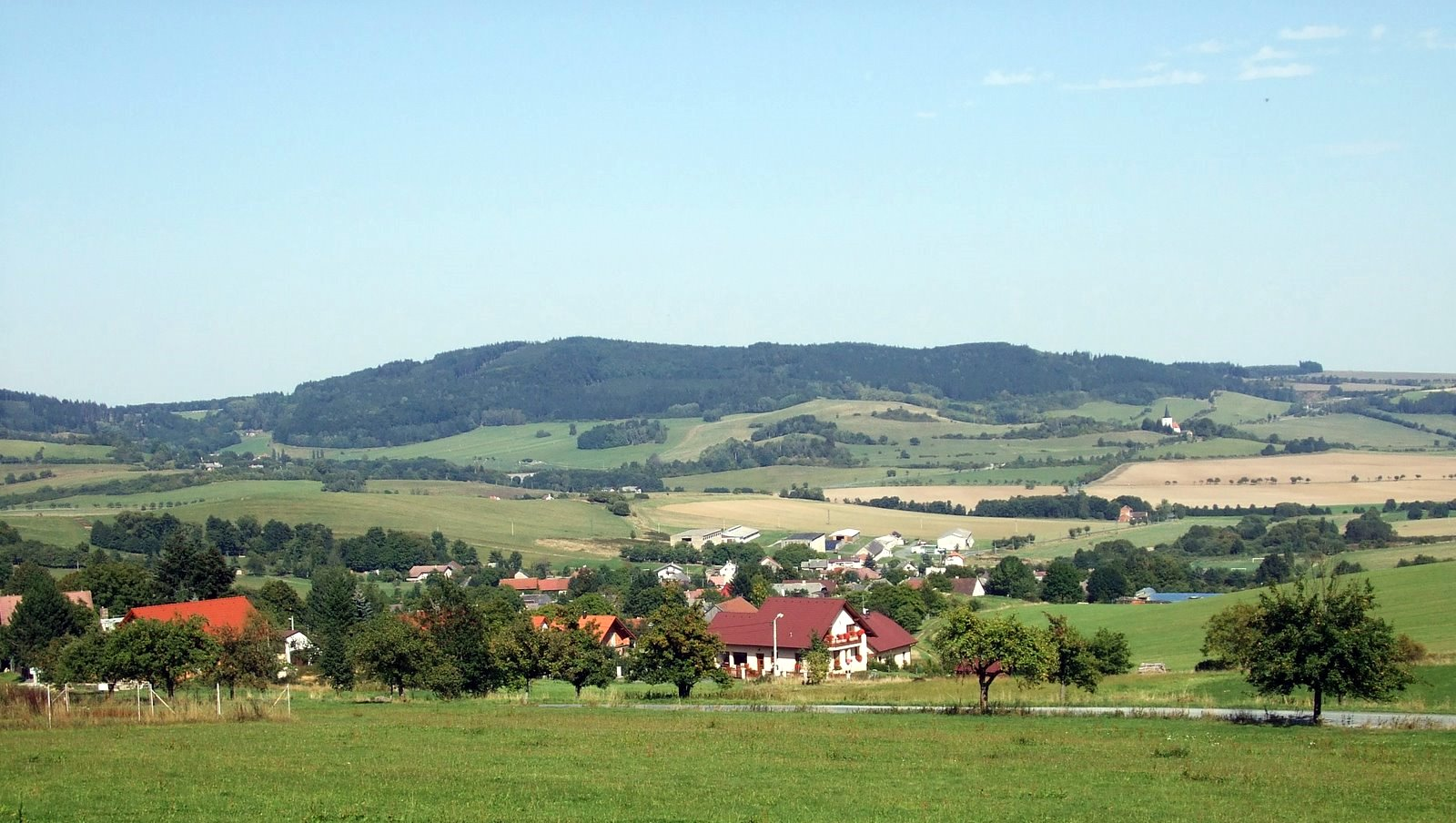
Lhotské panorama
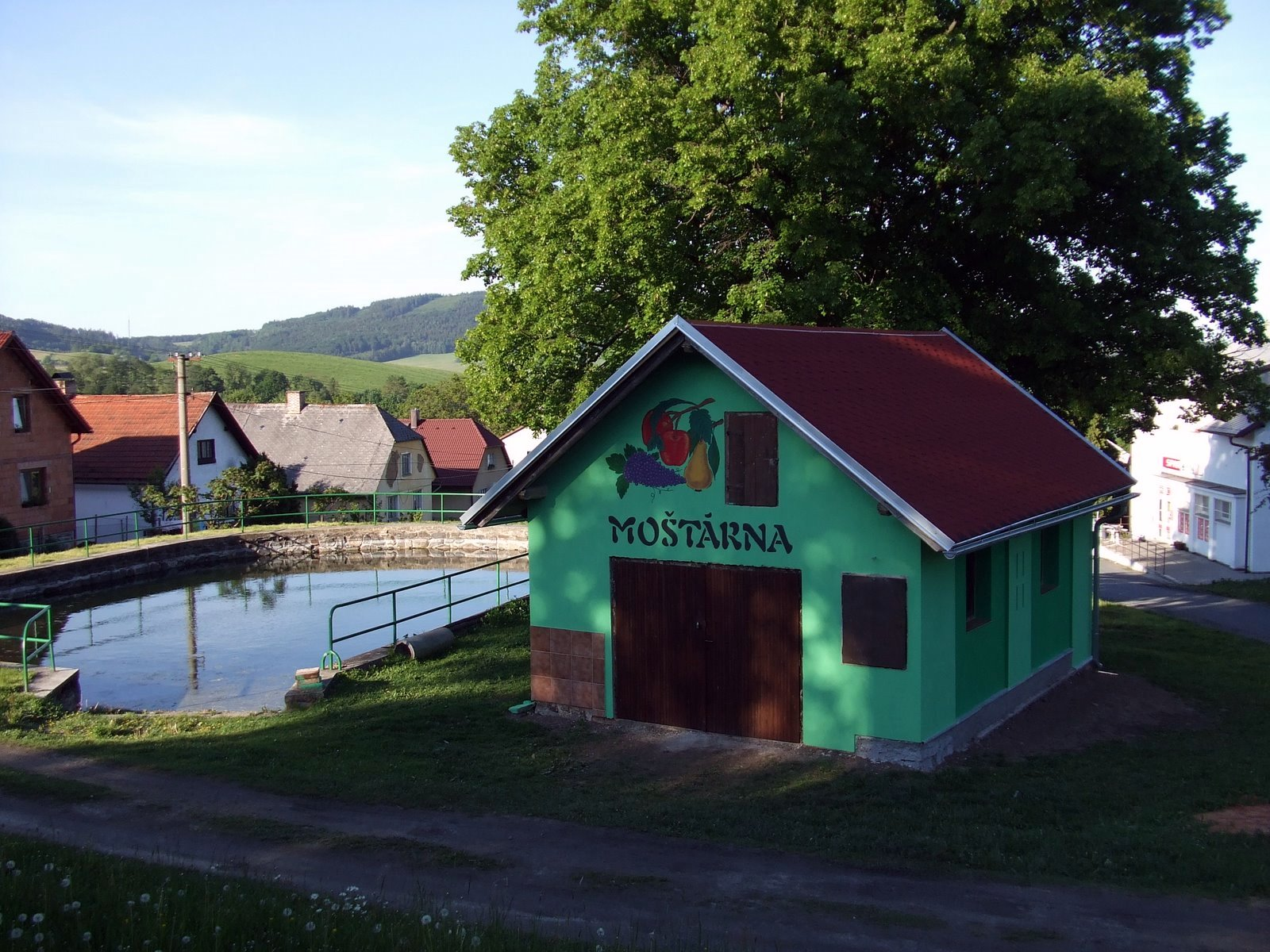
Moštárna
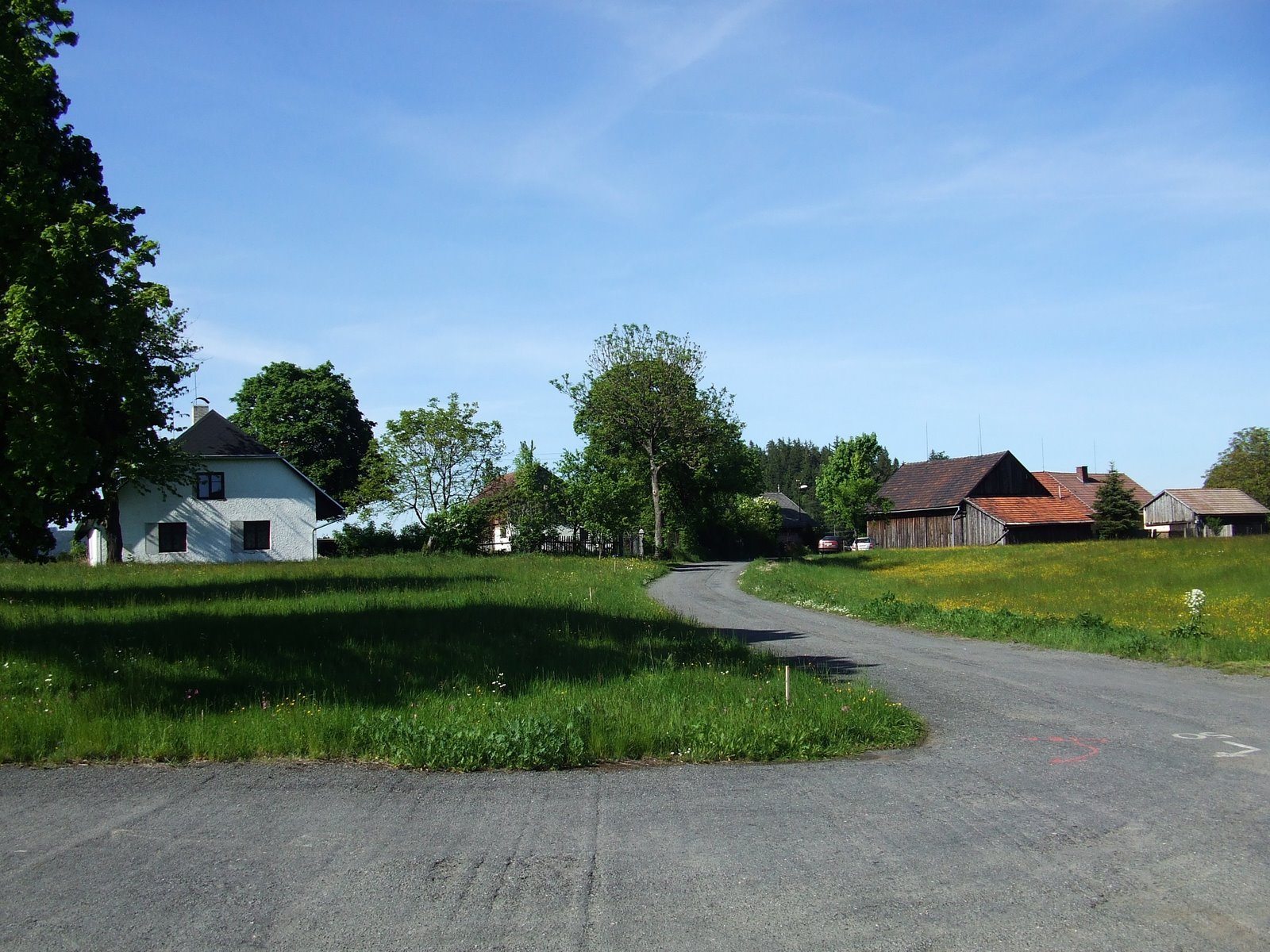
Výrov
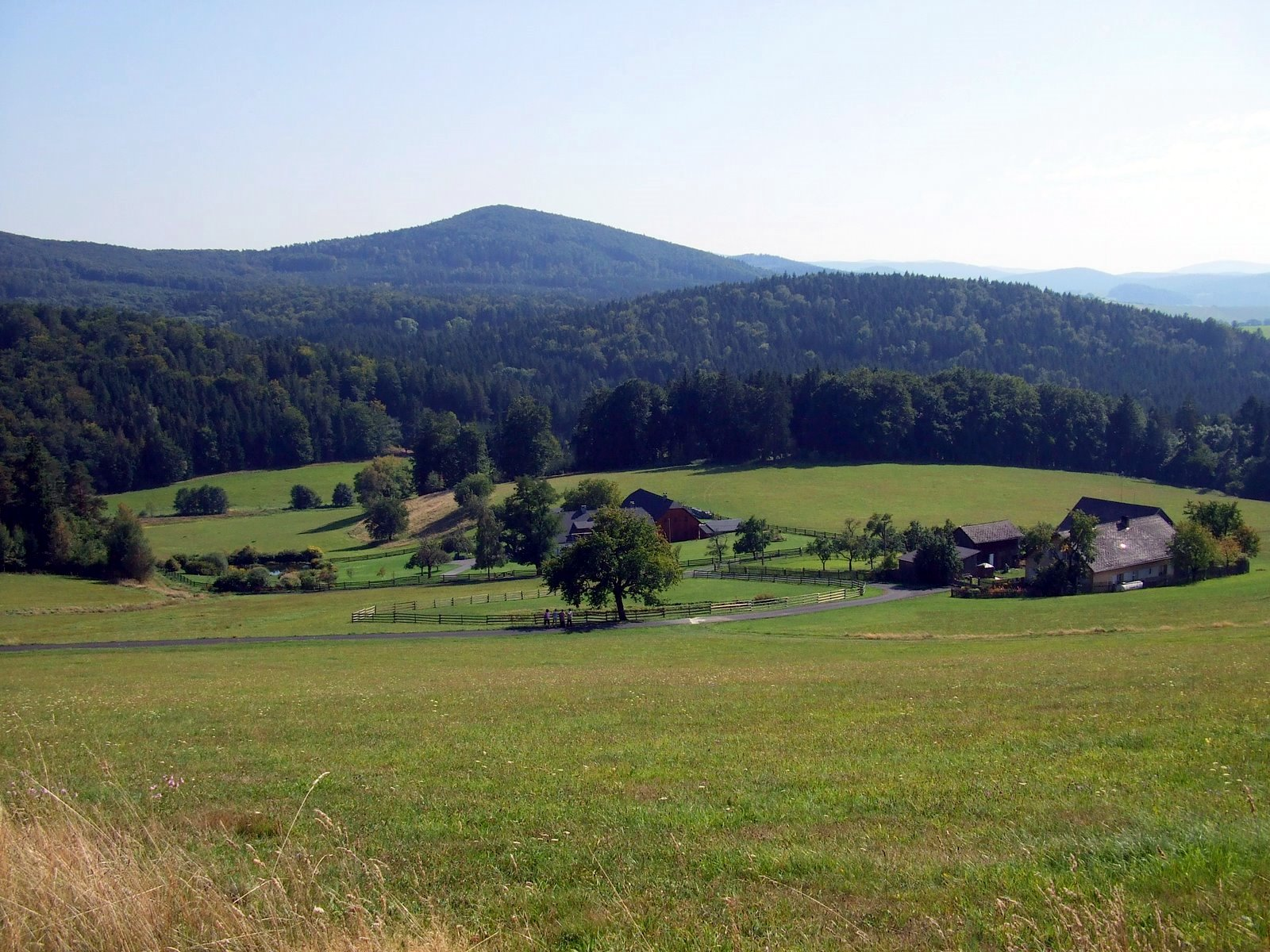
Štefle